# Eucelatoria argenteus
Eucelatoria argenteus là một loài ruồi trong họ Tachinidae.